# Tucheng, Chongqing
Tucheng (kinesiska: 土城) är en köping i sydvästra Kina. Den ligger i häradet Wuxi i storstadsområdet Chongqing, omkring 340 kilometer nordost om det centrala stadsdistriktet Yuzhong. Antalet invånare är 6 245. Befolkningen består av 3 125 kvinnor och 3 120 män. Barn under 15 år utgör 22,0 %, vuxna 15-64 år 61 %, och äldre över 65 år 16,0 %.